# Roya Teymourian
Roya Teymourian (en persan: رویا تیموریان) , née le 19 mars 1959 à Téhéran est une actrice iranienne.

## Filmographie sélectionnée
- Zendan-e Zanan
- Gharch-e Sammi
- Beed-e Majnoon (Le saule pleureur) de Majid Majidi
- Kafe Setereh

### TV Series
- Shab-e Dahom (The 10th night)
- Madáre Sefr Darajeh  (Longitude zéro degré)
- Saate Sheni
- Shamsolemareh